# Metylovická pahorkatina
Metylovická pahorkatina (někdy také Metylovické hůrky) je geomorfologický okrsek Štramberské vrchoviny, jehož nejvyšším vrcholem je Kozlovická hora (613 m).

## Charakteristika
Metylovickou pahorkatinu rozděluje na dvě části na severu potok Olešná a na jihu její přítok Metylovka. Nejvyšším vrcholem západní části pahorkatiny je Kozlovická hora (613 m), mezi další vrcholy dále patří Králova hora (556 m), Babí hora (543 m), Na Magoni (497 m) a Skalní vrch (462 m). Nejvyšším bodem východní části je Čupek (524 m).
Jediným vrcholem přístupným po turistické stezce je Čupek (někdy také Metylovická hůrka či Metylovská hůrka), na které byla roku 1933 zbudována turistická útulna, která byla po roce 1948 znárodněna a přebudována v rekreační zařízení. Od roku 1990 objekt chátrá.
Pahorkatinu pokrývají převážně louky, využívané zejména k pastvě krav či výrobě siláže. Značnou část povrchu tvoří také smíšené lesy (smrk, jedle, borovice, modřín, bříza, javor, jasan, třešeň, trnka, hloh), na Kozlovické hoře roste také les jehličnatý. Orné plochy pokrývají jen malou část pahorkatiny. 
Fauna je v Metylovické pahorkatině bohatá, hojně se vyskytuje srnec, káně, poštolka, zajíc, kuna, užovka, slepýš, skokan či ropucha.
Oblast tvoří převážně písčité půdy, na četných místech se i písek těžil, zejména v hodoňovické pískovně na severním úpatí Metylovické hůrky. Hojné jsou také podzolovité půdy, na nichž mj. roste maliník a ostružiník. Kolem potoků se vyskytují jílovité nivní půdy, v kaňonech pak také slatiniště, která poskytují vhodné podmínky orobinci, mnoha druhům mechů či mloku skvrnitému.

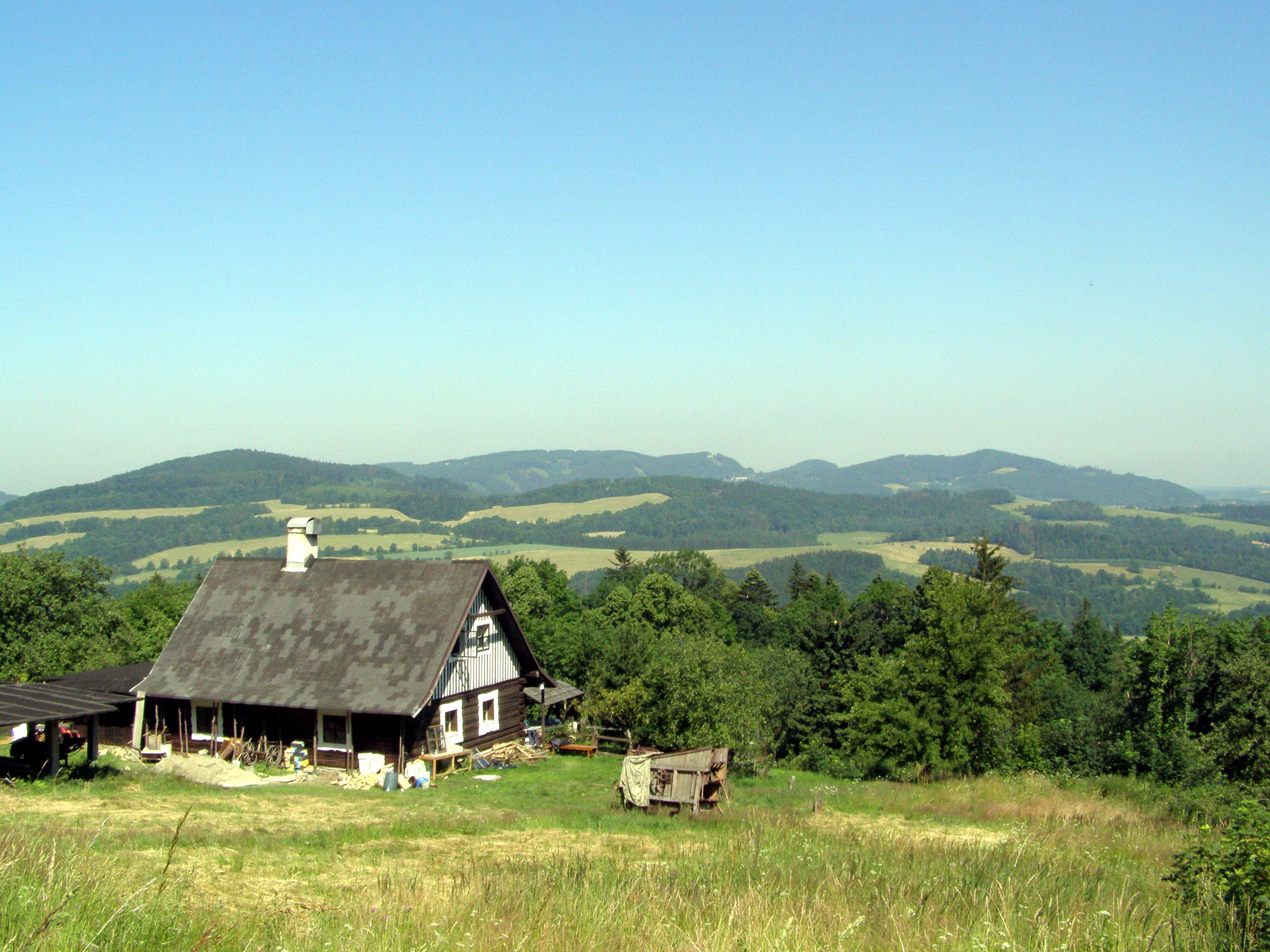
Metylovická pahorkatina, v pozadí Palkovické hůrky
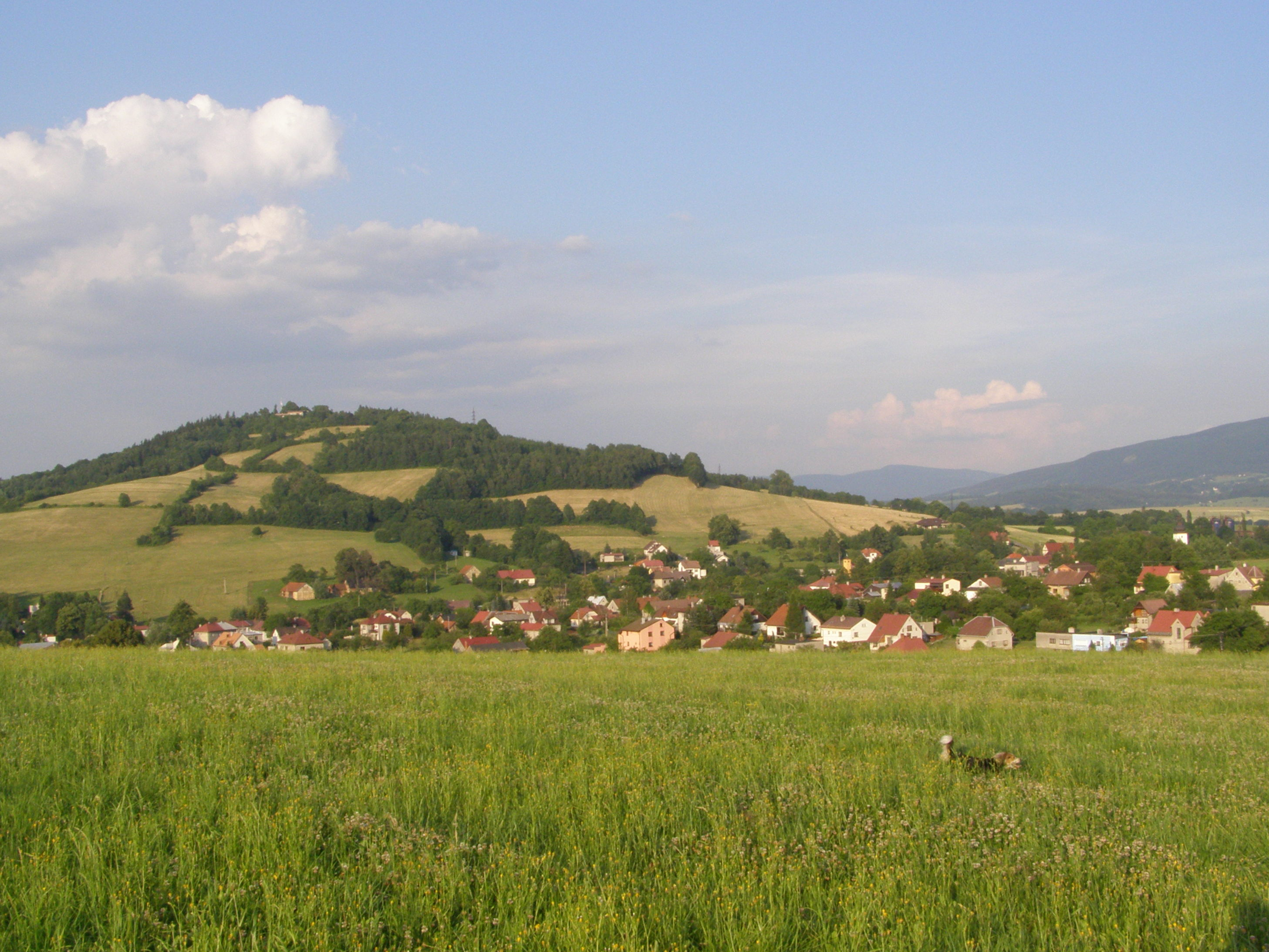
Čupek
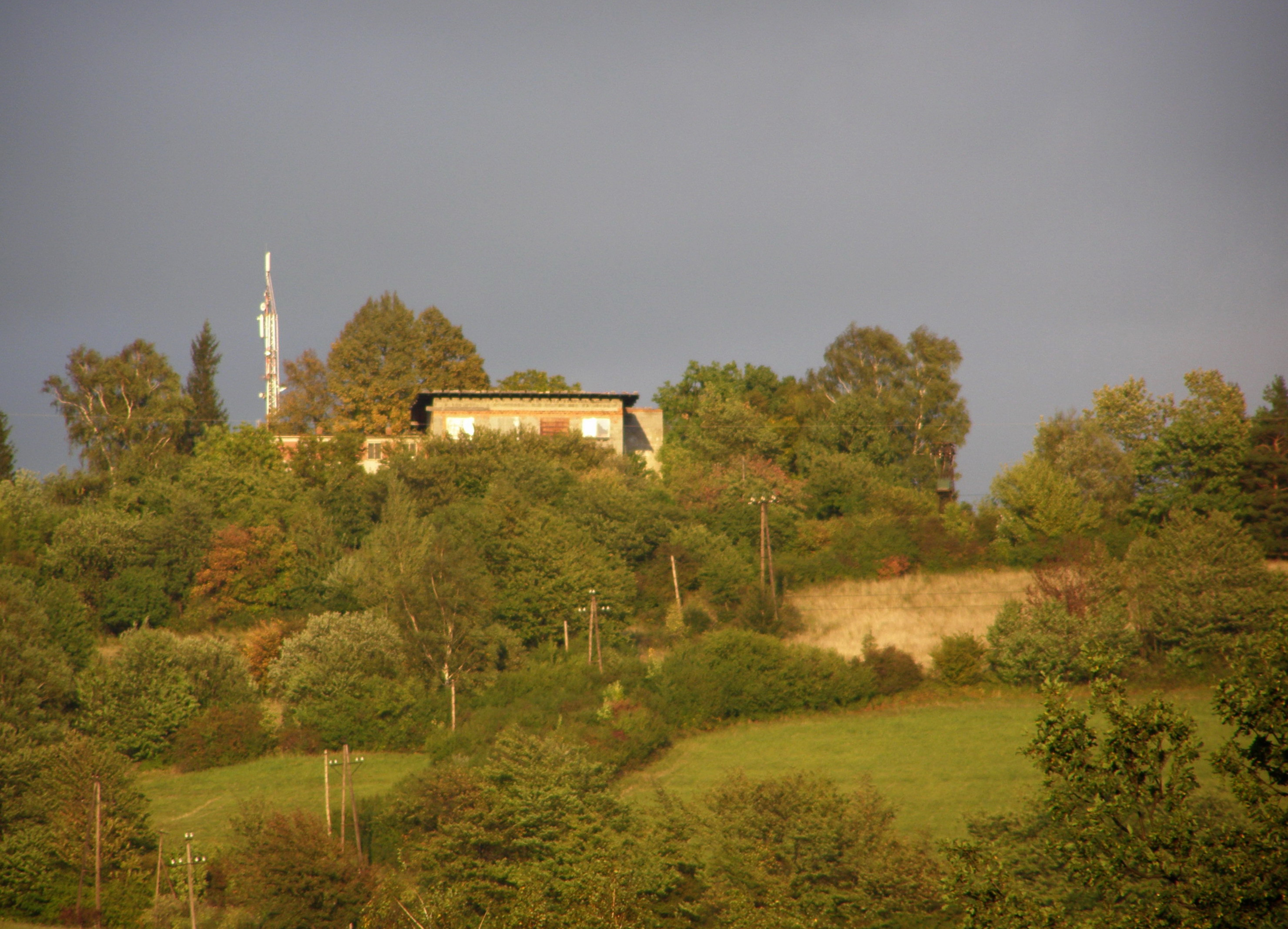
Chátrající budova na vrcholu Čupku